# Boomsterretje-associatie
De boomsterretje-associatie (Syntrichietum laevipilae) is een associatie uit het boomsterretje-verbond (Syntrichion laevipilae). De associatie omvat basenminnende, epifytische vegetatie.

## Naamgeving en codering
| Orthotricho-Tortuletum laevipilae Allorge 1922 |

- Syntaxoncode voor Nederland (rVvN): r53Aa01

De wetenschappelijke naam Syntrichietum laevipilae is afgeleid van de botanische naam van de diagnostische soort boomsterretje (Syntrichia laevipila).

## Fysiognomie
Het vegetatieaspect van de boomsterretje-associatie wordt gevormd door een combinatie van topkapselmossen en korstmossen. Het vegetatieaspect is (vooral qua kleur) in de tijd (zeer) veranderlijk doordat veel soorten andere kleuren hebben in droge en vochtige toestanden.

## Ecologie
De associatie komt voor op eutrofe, basische tot neutrale schors van bomen en grote struiken in de volle zon of in de halfschaduw. Meestal gaat het om solitaire bomen of laanbomen in het cultuurlandschap.

## Vegetatiezonering
In de vegetatiezonering staat de boomsterretje-associatie bijna altijd in contact met de kapjesvingermos-associatie.

## Verspreiding
In Nederland is de boomsterretje-associatie zeer algemeen in zowel stedelijke gebieden, agrarische gebieden en natuurgebieden.

## Diagnostische taxa
In de onderstaande synoptische tabel staan de belangrijkste diagnostische taxa voor de boomsterretje-associatie.
| Diagnostiek       | Triviale naam       | Botanische naam           | Opmerking |
| ----------------- | ------------------- | ------------------------- | --------- |
| associatiekentaxa | boomsterretje       | Syntrichia laevipila      |           |
| associatiekentaxa | staafjesiepenmos    | Zygodon conoideus         |           |
| associatiekentaxa | knikkersterretje    | Syntrichia papillosa      |           |
| associatiekentaxa | bleek boomvorkje    | Metzgeria furcata         |           |
| associatiekentaxa | dwergwratjesmos     | Cololejeunea minutissima  |           |
| associatiekentaxa | gewoon schijfjesmos | Radula complanata         |           |
| associatiekentaxa | stompe haarmuts     | Orthotrichum obtusifolium |           |
| associatiekentaxa | tonghaarmuts        | Orthotrichum rogeri       |           |
| associatiekentaxa | ruige haarmuts      | Orthotrichum speciosum    |           |
| associatiekentaxa | boommos             | Pylaisia polyantha        |           |
| associatiekentaxa | dwerghaarmuts       | Orthotrichum pumilum      |           |
| associatiekentaxa | gladde haarmuts     | Orthotrichum striatum     |           |
| verbondskentaxa   | vliermos            | Cryphaea heteromalla      |           |
| verbondskentaxa   | helmroestmos        | Frullania dilatata        |           |
| verbondskentaxa   | broedkroesmos       | Ulota phyllantha          |           |

## Fotogalerij

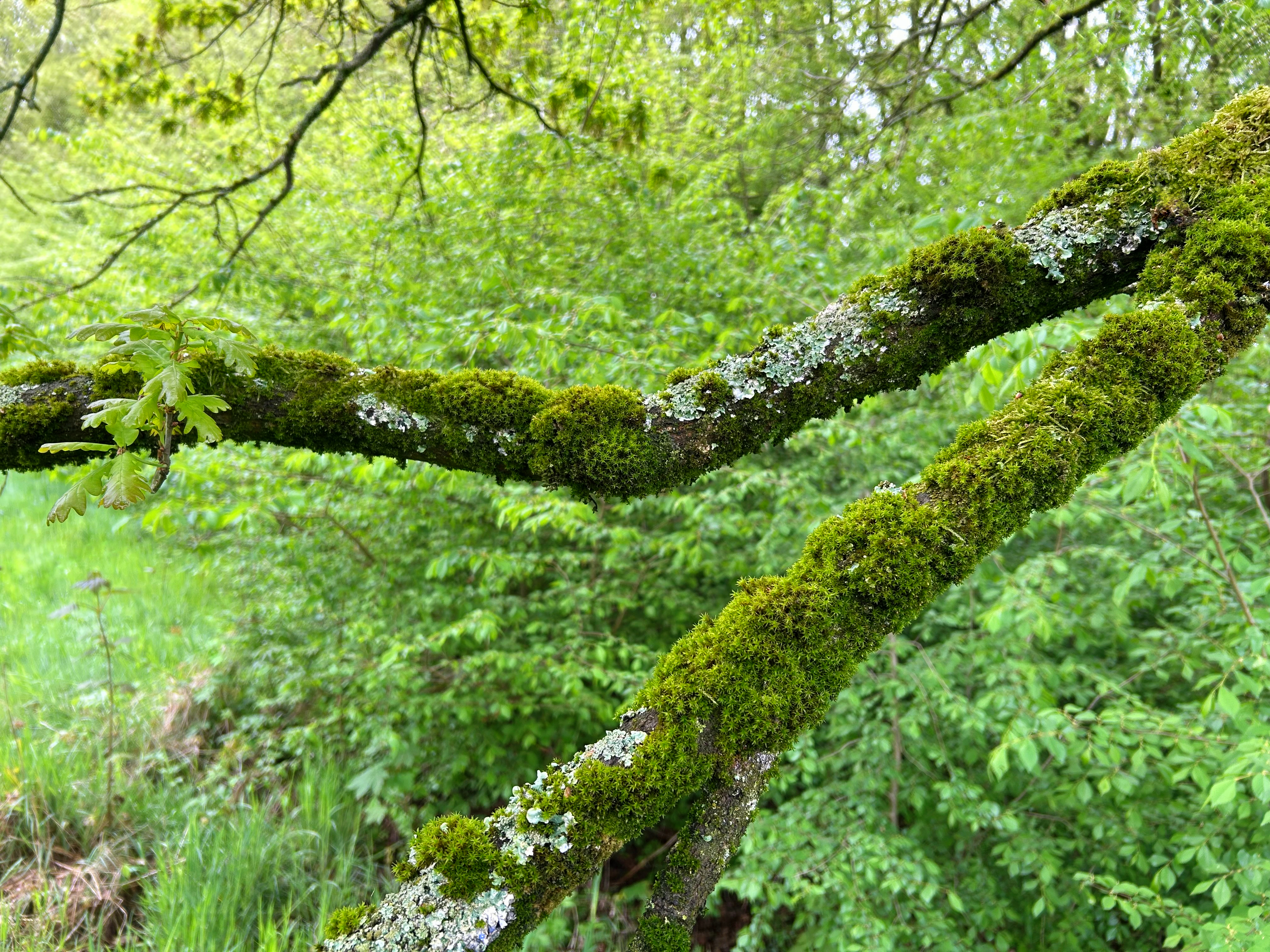
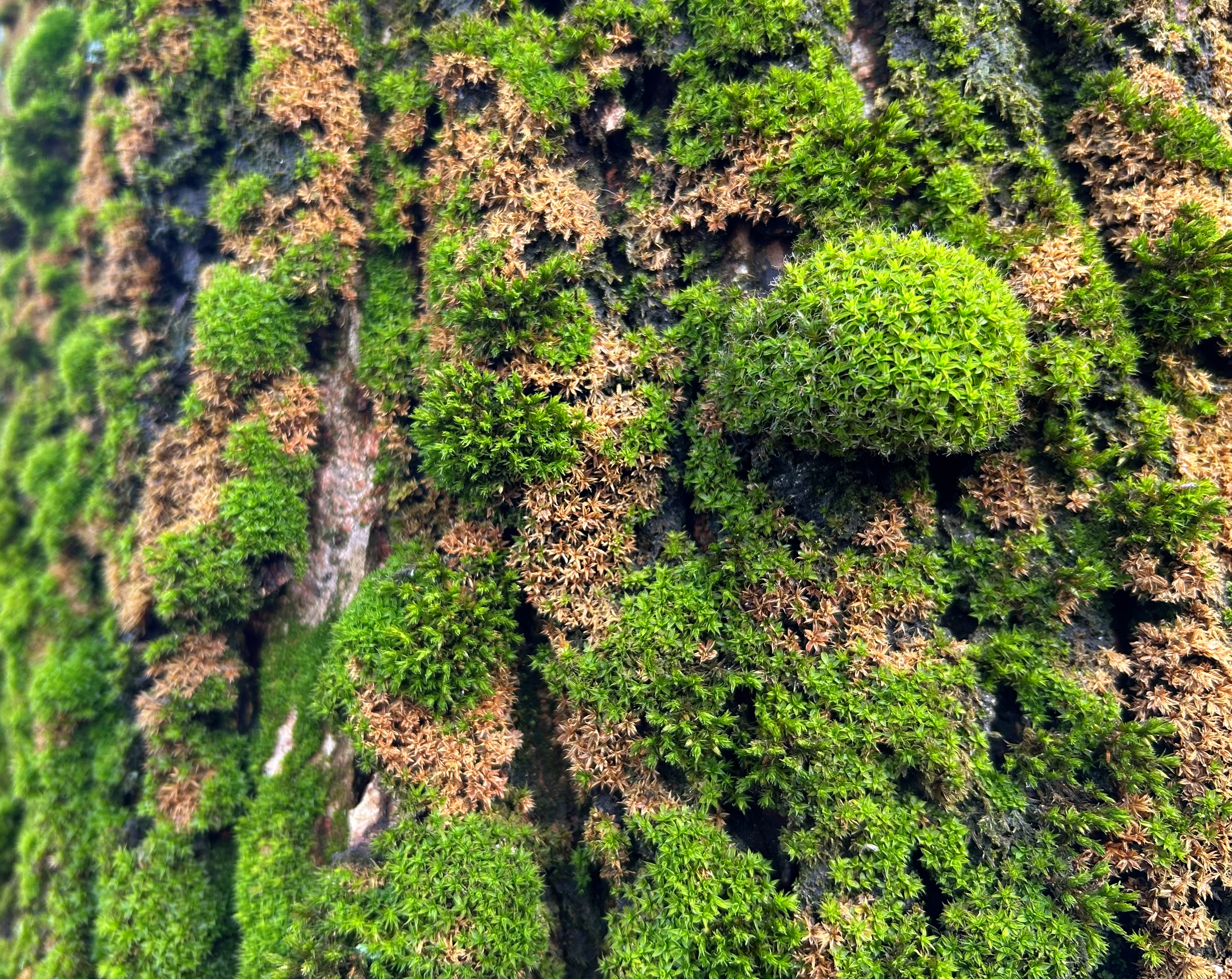